# Вильруа, Никола де Нёвиль
Никола де Нёвиль, маркиз де Вильруа (фр. Nicolas de Neufville, marquis de Villeroy; 14 октября 1598 — 28 ноября 1685, Париж) — французский военный и государственный деятель, маршал Франции.

## Биография
Сын Шарля де Нёвиля де Вильруа и его второй жены Жаклин де Арле де Санси. Воспитывался при дворе короля Генриха IV вместе с дофином Людовиком, будущим Людовиком XIII. В 1617 году женился на Мадлен де Бланшфор де Креки, в браке с которой имел четверых детей.
Был весьма заметной фигурой на военном поприще, участвуя в войнах, которые вела Франция в Италии, Каталонии и Лотарингии. В 1646 году стал маршалом Франции, а также воспитателем юного короля Людовика XIV.
Несмотря на враждебное отношение к нему кардинала Мазарини, Вильруа сохранил верность двору в эпоху бурных волнений Фронды, и это надолго принесло ему благосклонность короля.
С 1661 года — герцог де Вильруа и кавалер ордена Святого Духа, а также глава королевского финансового совета, с 1663 — пэр Франции. Его титулы унаследовал сын Франциск, также маршал Франции.